# نورالعلوم
نورالعلوم کتابی‌ست منسوب به شیخ ابوالحسن خرقانی، عارف بنام قرن چهارم(متوفی ۴۲۵ ه.ق)، در مبانی عرفانی کـه نسخه موجود آن را یکی از شاگردانش پس از مرگ مرشد خود انتخاب کرده و در ده باب تدوین نموده است.
از این کتاب نسخه منحصری در موزه بریتانیا موجود است که برتلس خاورشناس روس آن را در سال ۱۹۲۹م. در مجله ایران که به زبان روسی نشر می یابد طبع کرده است.
نورالعلوم انشایی بسیار ساده، روان، شیرین و دلنشین دارد.